# منطقه تاریخی اوبری
منطقه تاریخی اوبری منطقه‌ای تاریخی در قسمت شرفی جرمن‌تاوون فیلادلفیا در پنسیلوانیاست. این منطقه خانه‌های تابستانی و مزارع سابق خانواده کوپ را در خود جای داده‌است. این منطقه «از نظر بصری متمایز از بلوک‌های شهری متراکمی است که آن را از سه طرف احاطه کرده‌اند و از سطح، چشم‌انداز باز پارک شهر به سمت شمال غربی متمایز است». در این منطقه ساختمان‌های بسیاری در سبک‌های گوتیک، شینکل و معماری دورهٔ استعماری می‌توان یافت.